# Język lepki
Język lepki – język papuaski używany w prowincji Papua w Indonezji, przez społeczność etniczną Lepki. Według szacunków z 1991 r. miał wówczas 530 użytkowników. W 2007 r. odnotowano, że posługuje się nim 328 osób.
Publikacja Ethnologue do obszaru jego użycia zalicza tereny na zachód od rzeki Sobger (dystrykty Teiraplu, Yetfa i Aboy). Z danych Peta Bahasa wynika, że jego użytkownicy zamieszkują wieś Luban w dystrykcie Aboy (kabupaten Pegunungan Bintang). Niektórzy mieszkańcy Luban znają w pewnym stopniu język ketengban.
Potencjalnym zagrożeniem dla żywotności lepki jest presja innych języków (ketengban, indonezyjskiego) w nowo założonych wsiach, przy czym nie dokonano bliższego opisu sytuacji socjolingwistycznej.
Nie został dobrze udokumentowany. Sporządzono listy jego słownictwa (jedna z nich, mało obszerna, została zamieszczona w pracy etnograficznej). Jest językiem tonalnym. 
Jego przynależność lingwistyczna pozostaje słabo określona. Wcześniej uważano, że może chodzić o izolat. Według nowszych informacji jest zdecydowanie spokrewniony z językiem murkim (William A. Foley włączył oba języki w ramy rodziny lepki), choć języki te nie są sobie szczególnie bliskie. Na podstawie dostępnych danych nie dają się ulokować w ramach języków transnowogwinejskich. Kembra może tworzyć z nimi wspólną grupę, taką też klasyfikację proponuje publikacja Glottolog (4.6), wyróżniając rodzinę lepki-murkim-kembra. Timothy Usher umieszcza te trzy języki w ramach grupy południowej języków pauwasi, wraz z kimki. Autorzy publikacji Ethnologue (wyd. 22) powstrzymują się od prób klasyfikacji języka lepki.